# Cosmos pringlei
Cosmos pringlei là một loài thực vật có hoa trong họ Cúc. Loài này được B.L.Rob. & Fernald mô tả khoa học đầu tiên năm 1909.